# Nivaldo dos Santos Ferreira
Nivaldo dos Santos Ferreira (ur. 3 czerwca 1967 w Barbacena) – brazylijski duchowny katolicki, biskup pomocniczy Belo Horizonte od 2021.

## Życiorys

### Prezbiterat
Święcenia kapłańskie otrzymał 18 maja 1996 i został inkardynowany do archidiecezji Belo Horizonte. Pracował głównie jako duszpasterz parafialny. W latach 2013–2018 pełnił funkcję rektora archidiecezjalnego seminarium duchownego.

### Episkopat
23 grudnia 2020 papież Franciszek mianował go biskupem pomocniczym archidiecezji Belo Horizonte ze stolicą tytularną Thiava. Sakry biskupiej udzielił mu 11 lutego 2021 arcybiskup Walmor Oliveira de Azevedo.